# 文登东站
文登东站，位于山东省威海市文登区文登营镇柯家庄村，是青荣城际铁路上的高铁站，于2014年12月28日启用。距离威海大水泊机场大约五公里，但是尚未安排便捷的换乘设施。

## 歷史
- 2014年12月28日，随着青荣城际铁路通车启用。[3]